# Казахский театр
Истоки восходят к бытовым обрядам (беташар, бадик, жар-жар, жоктау, коштасу, шилдехана), играм (алтыбакан, кызойнак, кынаменде, ортеке, судыр-судыр), искусству комедиантов (Алдар Косе и другие острословы) и народному творчеству (выступления ораторов, состязания акынов-поэтов и певцов). Многие из них легли в основу пьес «Острословы» Ш. Хусайнова и К. Куапышпаева, «Айдарбек», «Торсыкбай» Ж. Т. Шанина и другие. Во второй половине XIX века в Уральске (1859), Оренбурге (1869) и Омске (1875) были основаны русские театры. В 1890 году в Семипалатинске образовалось «Общество любителей музыкального и драматического искусства». В 1905—1907 годах в Кызылжаре (Петропавловск), Уральске, Оренбурге и Семипалатинске с представлениями выступали татарские передвижные труппы/ В 1909 году Аулие-Ата в Таразе драматическое общество поставило пьесу «На дне?» А. М. Горького. С 1910 года стали возникать казахские любительские кружки/ В 1918 году открылся ряд русских драматичных театров в Алматы (раньше — Верный), Семипалатинске, Петропавловске и других городах.

## Театры в Казахстане
Важным событием в истории национальной культуры стало открытие в 1926 году в Кызылорде Казахского театра драмы — первого профессионального театра, который в 1928 году переехал в Алматы. На данный момент в Казахстане работают 35 театров, в их число входят 7 казахских драматических, 3 казахских музыкально-драматических, 2 ТЮЗа, 14 русских драматических, немецкие театры драмы, 3 театра музыкальной комедии, 5 кукольных театров и другие.